# Catharina de Chasseur
Catharina de Chasseur, även känd som Catherine le Sasseure eller Dechassoir, född omkring i Orléans 1490, död 4 november 1541 i Haag, var en nederländsk förfalskare. 
Gift 1507 med adelsmannen Gerrit van Assendelft (ca 1487-1558), ordförande i nederländska domstolen; hon tros ha varit dotter till en värdshusvärd i Orléans. Maken ångrade sig efter vigseln, men hon följde efter honom till Nederländerna för att kräva en inkomst motsvarande en medlem av adeln. Domstolen dömde efter en rättsprocess till hennes fördel och paret fick en son 1517 och levde tillsammans i Haag, dock i skilda hus. 1532 hotade maken att göra deras son arvlös, och efter en ny rättsprocess avstod hon makens egendom mot underhåll för sonen. 
1540 mottog hon två unga fransmän som gäster, varefter ljud som av metallbearbetning hördes från hennes hus: därefter kom falska mynt i omlopp.
På natten den 11 februari 1541 arresterades hela hennes hushåll för myntförfalskning. Hon dömdes 9 april 1541 till att brännas på bål, men regenten Maria mildrade domen till en avskild avrättning genom dränkning. Hennes son processade sedan om sitt farsarv, och de båda släktgrenarna processade om arvet fram till mitten av 1600-talet. Fallet har ofta använts inom forskningen.  